# 브라칠리아노
브라칠리아노(이탈리아어: Bracigliano)는 이탈리아 캄파니아주 살레르노도에 위치한 코무네다.